# 中村稔 (財務官僚)
中村 稔（なかむら みのる、1966年4月9日 - ）は、日本の財務官僚。国税庁長官官房審議官。理財局総務課長在職中、森友学園との国有地をめぐる決裁文書改ざんで中核的な役割を担った。

## 来歴
神奈川県葉山町出身。栄光学園高等学校、東京大学法学部卒業。1989年4月1日 大蔵省に入省。大臣官房文書課に配属し、法律、政令、省令などの文書審査を行う。1年目は銀行局を担当。テレフォンカードなどの商品券の規制を行う法律（前払式証票の規制等に関する法律）の立案に関わる。1991年6月からプリンストン大学ウッドロー・ウィルソン・スクールに留学し、国際関係論で修士を修得。1996年5月より2年間、防衛庁へ出向。1999年7月、主税局国際租税課長補佐（総括）。国際課税の問題に携わる。2002年7月、財務省主計局主計官補佐（地方財政係主査）。総務省自治財政局のカウンターパートと深夜まで議論を戦わせて予算を作り上げた。2007年7月、大臣官房文書課広報室長。2008年より山形県に出向。2013年6月、主計局主計官（防衛担当）。
2014年7月、理財局国有財産企画課長に就任。

### 森友学園をめぐる決裁文書改ざん
2016年6月17日、理財局総務課長兼国庫課長に就任。同年6月20日、財務省近畿財務局は、学校法人森友学園との間で豊中市の国有地についての売買契約を締結した。売却金額は非公開とされた。
2017年2月9日、朝日新聞が、払い下げの国有地に新設予定の安倍晋三記念小学校の名誉校長が安倍昭恵であること、森友学園側に契約違反があった場合、国が「1億3400万円」で買い戻す特約がついていたこと、森友学園の籠池泰典理事長が売却額が買い戻し特約と同額と認めたこと、売却額は同じ規模の近隣国有地の10分の1であること、籠池が日本会議大阪の役員を務めていることなどを報じた。
同年2月17日、安倍晋三首相は衆議院予算委員会で、新設予定の安倍晋三記念小学校の名誉校長が安倍昭恵であることを野党から指摘されると、「私や妻が関係していたということになれば、まさに私は、それはもう間違いなく総理大臣も国会議員もやめるということははっきりと申し上げておきたい」と答弁した。安倍の答弁の後、中村は部下の田村嘉啓国有財産審理室長らに「総理夫人の名前が入った書類」があるのか問いただし、さらに森友学園との土地取引の記録に出てくる政治家関係者らのリストを作るよう指示した。財務省が2018年6月に作成した調査報告書によれば、中村は佐川宣寿理財局長の態度から「交渉記録を廃棄するよう指示された」と受け止め、改ざんの指示を行ったとされる。
同年2月22日、菅義偉官房長官は、理財局長の佐川、財務省大臣官房総括審議官の太田充、中村を首相官邸に呼び、国有地売却の経緯などについて説明を求めた。この報告会議には国土交通省航空局次長の平垣内久隆、同局総務課企画官も同席し、佐川が主に説明を行った。同月23日、菅は、前日の会議の内容を安倍に報告した。
同年2月26日、財務省本省は、国有地売却の決裁文書から安倍昭恵、鴻池祥肇の秘書、平沼赳夫の秘書、北川イッセイの副大臣秘書官らに関する記述を「できる限り早急に」削除するよう、近畿財務局の職員7人にメールで指示。近畿財務局は同日から文書の改竄を開始した。安倍首相と籠池の関係を指し示す記述も改竄が行われ、「籠池康博氏は、『日本会議大阪代表・運営委員』を始めとする諸団体に関与」「日本会議と連携する組織として、超党派による『日本会議国会議員懇談会』が平成9年5月に設立され、現在、会長に平沼赳夫議員、副会長に安倍晋三総理らが就任」などの文言が削除された。
2018年3月1日、朝日新聞は「財務省が問題発覚後に決裁文書を書き換えた疑いがある」とのスクープ記事を出すにあたり、必要な確認があったため、記者2人を財務省本庁舎に送った。中村が取材に応対した。「決裁の判断をした決裁権者であれば、結果に影響しない範囲で文書の内容を変更できるという解釈は存在するのか」との質問に対し、中村は「答える筋合いはない」と答えた。記者が、決裁後に内容が変わっていることは取材によって裏付けられていると伝えると、中村は「何を根拠に言っているのかを示さない取材には答えない」「不愉快だから帰れ」と退室を促した。翌3月2日、朝日新聞は朝刊1面で「森友文書 書き換えの疑い」との見出しを掲げた記事を掲載した。3月7日、近畿財務局の元上席財産管理官の赤木俊夫が自殺した。
同年5月31日、大阪地方検察庁特別捜査部は、中村ら財務省幹部38人全員を不起訴処分とした。中村は公用文書等毀棄、虚偽有印公文書作成・同行使、有印公文書変造・同行使の疑いで告発されていたが、すべて不問とされた。同年6月4日、財務省は「森友学園案件に係る決裁文書の改ざん等に関する調査報告書」を公表するとともに、退職者2人を含む幹部ら20人の処分を発表した。中村は停職1ヶ月の懲戒処分を受けた。同年6月13日、「健全な法治国家のために声をあげる市民の会」は不起訴処分を不服として、中村ら被疑者24人について大阪検察審査会に申立てをした。
同年7月、中村は大臣官房参事官（大臣官房担当）兼財務総合政策研究所特別研究官に就任。

### 駐英公使に就任
2019年3月15日、大阪第一検察審査会は、不起訴処分とした38人のうち、有印公文書変造・同行使容疑などで中村ら6人、背任容疑などで管財部次長の小西眞ら4人について「不起訴不当」と議決した。同年8月9日、大阪地検特捜部が中村ら10人を再び不起訴処分にすると、8月16日、外務省は中村を駐英公使に充てる同日付の人事を発表した。調査報告書に「（公文書改ざんの）中核的な役割を担っていた」と書かれた中村の海外栄転にネット上では批判が集まり、立憲民主党の蓮舫は自身のTwitterに「真夏のエイプリルフールか？」と投稿した。
2020年3月18日発売の『週刊文春』3月26日号が、総計15ページにわたる森友学園問題の特集記事を組み、赤木が死の直前に書いた手記全文を掲載した。手記の中で赤木は「元は、すべて、佐川理財局長の指示です」と記し、「刑事罰、懲戒処分を受けるべき者」として、中村、佐川宣寿、中尾睦、冨安泰一郎、田村嘉啓、理財局国有財産審理室課長補佐（当時）の6人を挙げた。3月18日、赤木俊夫の妻の赤木雅子は国に約1億700万円、佐川に約550万円の損害賠償を求め、大阪地裁に訴えを提起した。
2022年6月24日、財務総合政策研究所副所長に就任。同年8月23日、国税庁長官官房審議官（国際担当）に就任。
同年9月16日、赤木雅子らは、中村、佐川、元同局国有財産審理室長の田村嘉啓の3人を対象に、虚偽有印公文書作成・同行使容疑での告発状を東京地検に提出した。12月27日、東京地検特捜部はいずれも嫌疑不十分で不起訴とした。
2023年5月1日、佐川に損害賠償を求めた訴訟の控訴審で、赤木雅子は、一審で認められなかった佐川への本人尋問を実施するよう大阪高裁に申請した。またそのほかに、中村、田村嘉啓、近畿財務局の赤木俊夫の上司ら計4人の証人尋問も求めた。

## 職歴
- 1989年4月：大蔵省に入省
- 1991年6月：米国留学（プリンストン大学ウッドロー・ウィルソン・スクール）
- 1995年7月：魚津税務署長
- 1996年5月：防衛庁防衛局計画課
- 1998年7月：主税局総務課長補佐（外国）[6]
- 1999年7月：主税局国際租税課長補佐（総括）[6]
- 2000年7月：主税局税制第一課長補佐（所得税）[6]
- 2001年1月：財務省主税局税制第一課長補佐（所得税）
- 2001年7月：主計局主計官補佐（内閣第一係主査）
- 2002年7月：主計局主計官補佐（地方財政係主査）
- 2004年7月：大臣官房付
- 2006年7月：大臣官房総合政策課長補佐 兼 大臣官房総合政策課企画室長 兼 財務総合政策研究所研究部財政経済計量分析調整官 兼 財務総合政策研究所研究部国際交流室国際交流官
- 2007年7月：大臣官房文書課広報室長 兼 文書課広報企画調整官
- 2008年7月：山形県商工労働観光部次長。
- 2010年4月：山形県総務部長
- 2011年7月：主税局調査課長
- 2012年7月：主計局調査課長
- 2012年10月：城島財務大臣秘書官（事務担当）
- 2012年12月：主計局主計企画官（調整担当）
- 2013年6月：主計局主計官（防衛担当）
- 2014年7月：理財局国有財産企画課長
- 2016年6月17日：理財局総務課長兼国庫課長
- 2018年7月：大臣官房参事官（大臣官房担当） 兼 財務総合政策研究所特別研究官
- 2019年8月16日：在英国大使館公使。
- 2022年6月24日：財務総合政策研究所副所長。
- 2022年8月23日：国税庁長官官房審議官（国際担当）